# Brad Miller (politiker)
Ralph Bradley "Brad" Miller, född 19 maj 1953 i Fayetteville, North Carolina, är en amerikansk demokratisk politiker. Han representerade delstaten North Carolinas trettonde distrikt i USA:s representanthus 2003–2013.
Miller utexaminerades 1975 från University of North Carolina at Chapel Hill. Han avlade sedan 1978 masterexamen vid London School of Economics och 1979 juristexamen vid Columbia University. Han arbetade därefter som advokat.
Miller besegrade republikanen Carolyn Grant i kongressvalet 2002. Han omvaldes fyra gånger.